# Ingerophrynus macrotis
Espèce
Synonymes
- Bufo macrotis Boulenger, 1887

Statut de conservation UICN

 LC  : Préoccupation mineure
Ingerophrynus macrotis est une espèce d'amphibiens de la famille des Bufonidae.

## Répartition
Cette espèce se rencontre jusqu'à 2 350 m d'altitude :
- en Inde en Arunachal Pradesh ;
- en Birmanie ;
- en Thaïlande ;
- au Cambodge ;
- au Laos ;
- au Viêt Nam ;
- en Malaisie péninsulaire.

Sa présence est incertaine au Yunnan en Chine et en Assam en Inde.

## Publication originale
- Boulenger, 1887 : An account of the batrachians obtained in Burma by M.L. Fea of the Genoa Civic Museum. Annali del Museo Civico di Storia Naturale di Genova, ser. 2, vol. 5, p. 418-424 (texte intégral).